# Základní škola Třebíč, Benešova 585

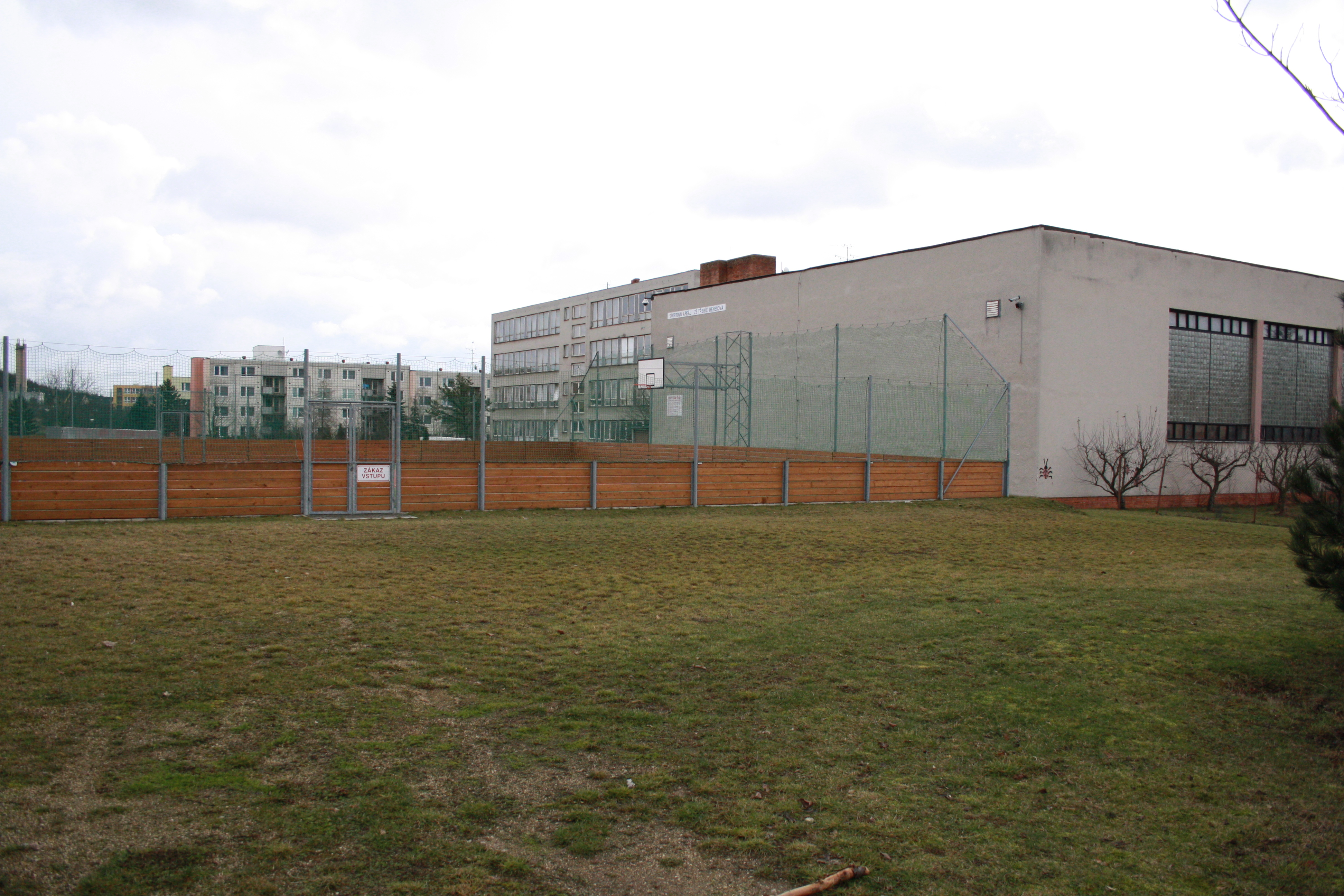
Sportovní areál a tělocvična školy

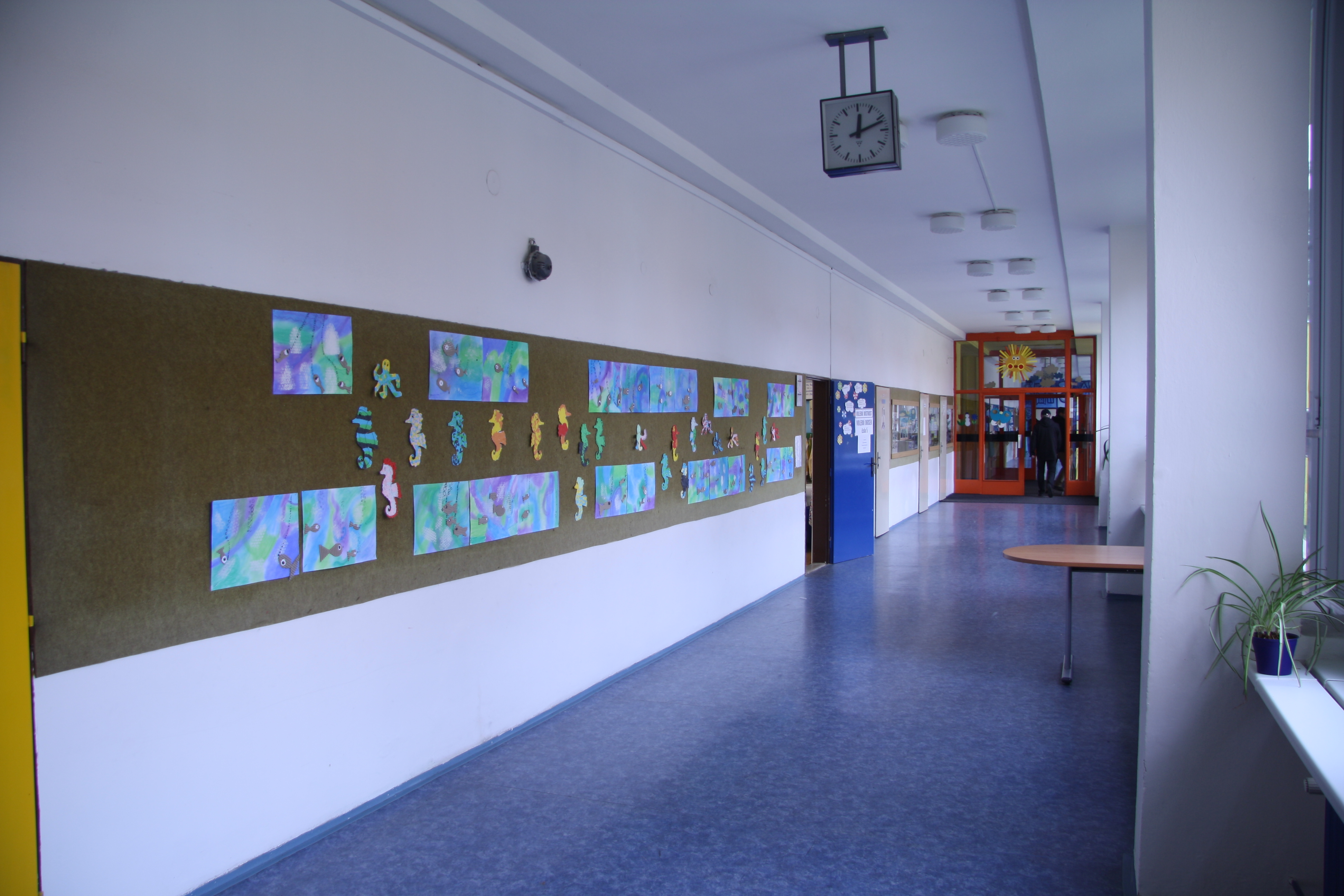
Interiér budovy prvního stupně ZŠ

Základní škola Třebíč, Benešova 585 je příspěvková organizace města Třebíče vykonávající činnost základní školy a školských zařízení školní jídelny, školní družiny a školního klubu, a to v Třebíči na Nových Dvorech. Základní škola poskytuje mimo jiné rozšířenou výuku tělesné výchovy a cizích jazyků. Škola jako člen Dalton International vyučuje i podle zásad Daltonského plánu. Svou činnost zahájila v září 1978.
V roce 2018 škola v rámci vydavatelství Bene vydala knihu rodinných vzpomínek na roky první světové války, žáci dostali za úkol ptát se příbuzných na vzpomínky z té doby.

## Areál školy
Areál školy se nachází na Nových Dvorech v ulici Benešově, dříve Gagarinově. Do školského obvodu školy spadá zhruba střední část Nových Dvorů na západ od ulice Velkomeziříčské až k Hájku; nejbližší okolí školy poněkud paradoxně náleží spádově k ZŠ a MŠ Na Kopcích. Mimo část Nových Dvorů je k Základní škole Benešova přiškolen Pocoucov.
Komplex školy se skládá z pěti pavilonů: pavilonu prvního stupně, pavilonu druhého stupně, pavilonu s tělocvičnami a počítačovými učebnami, pavilonu vedení a odborných učeben a školní jídelny. V severní části pozemku školy je sportovní areál s oválem, zatravněným fotbalovým hřištěm a hřištěm s umělým povrchem.
Před objektem školy, pohledem z Benešovy ulice, stávala na zvýšeném podstavci socha Dítě s holubicí, představující přání života v míru, hravost a zvídavost dětí. Na prostranství na jih od pavilonu tříd prvního stupně, v místě současného střediska služeb a domu čp. 356, 357 a 361 byla 25. října 1981 odhalena socha revolucionáře a spoluzakladatele Komunistické strany Československa Bohumíra Šmerala od národního umělce Jana Habarty. Po sametové revoluci byla socha odstraněna a je v depozitáři Muzea Vysočiny Třebíč.
Na konci listopadu roku 2020 bylo rozhodnuto o tom, že v rámci participačního rozpočtu bude obnoveno nádvoří ZŠ Benešova.

## Historie
Základní škola Benešova zahájila svou činnost ve školním roce 1978/1979 dne 4. září 1978. Budována byla jako 27třídní škola. S přípravou k otevření museli vypomáhat rodiče budoucích školáků. V pavilonu A bylo nakonec připraveno 15 tříd pro 1. až 4. ročník, v pavilonu B 15 tříd pro 5. až 9. ročník, 5 místností pro školní družinu, školní jídelna a dvě tělocvičny. Lehkoatletický stadion byl zbudován později. Pro školní rok 1981/1982 bylo ve škole zapsáno 259 žáků. Pracovníkům školy se tou dobou dařilo plnit i cíle oficiální světonázorové výchovy, když „ani jeden žák nenavštěvoval hodiny náboženství“.
Rozšířenou výuku tělesné výchovy základní škola nabízí od roku 1985, od roku 1992 též cizích jazyků. Prvky daltonského školství škola ve své činnosti uplatňuje od roku 1999. Počet žáků ve školním roce 1998/1999 činil 1018. Lehkoatletický stadion byl zásadně rekonstruován v roce 2005.
Prvním ředitelem byl Miroslav Zvěřina. Od roku 1990 ho nahradil Miroslav Krejčí. Po Miroslavovi Krejčím nastoupil do funkce ředitele Jaroslav Dejl, ve funkci byl od roku 1992, Dejl v roce 2016 na vlastní žádost odešel z pozice ředitele školy, pozice tak byla od ledna neobsazena. Na začátku školního roku 2016/17 nastoupil na místo ředitele školy Jan Vaněk, je absolventem Pedagogické fakulty v Ostravě oboru tělesná výchova – technická výchova. Na škole dříve pracoval jako učitel od roku 2008.
V roce 2019 si škola retro týdnem připomněla Sametovou revoluci.

## Absolventi
- Lucie Sichertová, atletka
- Petra Ludanyiová, atletka
- Jaroslav Růža, atlet
- Jiří Kliner, atlet
- Martin Hošek, atlet

## Partneři školy
- Theatretrain London, Velká Británie
- Hauptschule Horn, Rakousko
- Matern-Feurbacher-Realschule Großbottwar, Německo
- Rosenvangskolen Aarhus, Dánsko
- Gymnázium BGund BRG Wien 3, Rakousko
- Základní škola Bechyně
- Základná škola Poprad Spišská Sobota, Slovensko